# Concacaf Nations League 2019/2020 (kvalspel)
Kvalspelet till Concacaf Nations League 2019/2020 är en engångsturnering som spelades mellan den 6 september 2018 och 24 mars 2019. Turneringen avgjorde vilka lag som gick in i vilken division i Nations League 2019/2020, 10 lag kvalificerade sig även för Gold Cup 2019.

## Tabell
| Nr | Lag                            | S | V | O | F | GM | IM | MS  | P  |
| -- | ------------------------------ | - | - | - | - | -- | -- | --- | -- |
| 1  | Haiti                          | 4 | 4 | 0 | 0 | 19 | 2  | +17 | 12 |
| 2  | Kanada                         | 4 | 4 | 0 | 0 | 18 | 1  | +17 | 12 |
| 3  | Martinique                     | 4 | 4 | 0 | 0 | 10 | 2  | +8  | 12 |
| 4  | Curaçao                        | 4 | 3 | 0 | 1 | 22 | 2  | +20 | 9  |
| 5  | Bermuda                        | 4 | 3 | 0 | 1 | 17 | 4  | +13 | 9  |
| 6  | Kuba                           | 4 | 3 | 0 | 1 | 15 | 2  | +13 | 9  |
| 7  | Guyana                         | 4 | 3 | 0 | 1 | 14 | 3  | +11 | 9  |
| 8  | Jamaica                        | 4 | 3 | 0 | 1 | 12 | 3  | +9  | 9  |
| 9  | Nicaragua                      | 4 | 3 | 0 | 1 | 9  | 2  | +7  | 9  |
| 10 | El Salvador                    | 4 | 3 | 0 | 1 | 7  | 2  | +5  | 9  |
| 11 | Montserrat                     | 4 | 3 | 0 | 1 | 6  | 3  | +3  | 9  |
| 12 | Surinam                        | 4 | 2 | 1 | 1 | 8  | 2  | +6  | 7  |
| 13 | Saint Lucia                    | 4 | 2 | 1 | 1 | 7  | 4  | +3  | 7  |
| 14 | Dominica                       | 4 | 2 | 1 | 1 | 6  | 5  | +1  | 7  |
| 15 | Saint Kitts och Nevis          | 4 | 2 | 0 | 2 | 11 | 3  | +8  | 6  |
| 16 | Dominikanska republiken        | 4 | 2 | 0 | 2 | 8  | 4  | +4  | 6  |
| 17 | Belize                         | 4 | 2 | 0 | 2 | 6  | 3  | +3  | 6  |
| 18 | Antigua och Barbuda            | 4 | 2 | 0 | 2 | 10 | 8  | +2  | 6  |
| 19 | Franska Guyana                 | 4 | 2 | 0 | 2 | 8  | 6  | +2  | 6  |
| 20 | Saint Vincent och Grenadinerna | 4 | 2 | 0 | 2 | 5  | 6  | −1  | 6  |
| 21 | Grenada                        | 4 | 2 | 0 | 2 | 7  | 14 | −7  | 6  |
| 22 | Aruba                          | 4 | 1 | 1 | 2 | 5  | 6  | −1  | 4  |
| 23 | Guadeloupe                     | 4 | 1 | 1 | 2 | 3  | 7  | −4  | 4  |
| 24 | Turks- och Caicosöarna         | 4 | 1 | 1 | 2 | 5  | 23 | −18 | 4  |
| 25 | Barbados                       | 4 | 1 | 0 | 3 | 3  | 7  | −4  | 3  |
| 26 | Bonaire                        | 4 | 1 | 0 | 3 | 3  | 14 | −11 | 3  |
| 27 | Amerikanska Jungfruöarna       | 4 | 1 | 0 | 3 | 3  | 16 | −13 | 3  |
| 28 | Sint Maarten                   | 4 | 1 | 0 | 3 | 4  | 30 | −26 | 3  |
| 29 | Caymanöarna                    | 4 | 0 | 1 | 3 | 1  | 9  | −8  | 1  |
| 30 | Brittiska Jungfruöarna         | 4 | 0 | 1 | 3 | 3  | 13 | −10 | 1  |
| 31 | Anguilla                       | 4 | 0 | 1 | 3 | 1  | 15 | −14 | 1  |
| 32 | Bahamas                        | 4 | 0 | 1 | 3 | 1  | 15 | −14 | 1  |
| 33 | Puerto Rico                    | 4 | 0 | 0 | 4 | 0  | 5  | −5  | 0  |
| 34 | Saint-Martin                   | 4 | 0 | 0 | 4 | 5  | 22 | −17 | 0  |

## Matcher

### Matchdag 1
| Matchdag 1 (6–11 september 2018) | Matchdag 1 (6–11 september 2018) | Matchdag 1 (6–11 september 2018) |
| -------------------------------- | -------------------------------- | -------------------------------- |
| Lag 1                            | Resultat                         | Lag 2                            |
| Dominica                         | 0–0                              | Surinam                          |
| Guyana                           | 3–0                              | Barbados                         |
| Anguilla                         | 0–5                              | Franska Guyana                   |
| Antigua och Barbuda              | 0–3                              | Saint Lucia                      |
| Belize                           | 4–0                              | Bahamas                          |
| Saint Vincent och Grenadinerna   | 0–2                              | Nicaragua                        |
| Kuba                             | 11–00                            | Turks- och Caicosöarna           |
| Montserrat                       | 1–2                              | El Salvador                      |
| Amerikanska Jungfruöarna         | 0–8                              | Kanada                           |
| Bonaire                          | 0–5                              | Dominikanska republiken          |
| Aruba                            | 3–1                              | Bermuda                          |
| Saint Kitts och Nevis            | 1–0                              | Puerto Rico                      |
| Jamaica                          | 4–0                              | Caymanöarna                      |
| Haiti                            | 13–00                            | Sint Maarten                     |
| Curaçao                          | 10–00                            | Grenada                          |
| Saint-Martin                     | 0–3                              | Guadeloupe                       |
| Martinique                       | 4–0                              | Brittiska Jungfruöarna           |

|             | 6 september 2018 | Dominica | 0 – 0   | Surinam | Stade René Serge Nabajoth                                               |                                                                         |
| 16:00 UTC−4 | 16:00 UTC−4      |          | Rapport |         | Les Abymes (Guadeloupe) Domare: Tristley Bassue (Saint Kitts och Nevis) | Les Abymes (Guadeloupe) Domare: Tristley Bassue (Saint Kitts och Nevis) |
| 16:00 UTC−4 | 16:00 UTC−4      |          |         |         | Les Abymes (Guadeloupe) Domare: Tristley Bassue (Saint Kitts och Nevis) | Les Abymes (Guadeloupe) Domare: Tristley Bassue (Saint Kitts och Nevis) |
| 16:00 UTC−4 | 16:00 UTC−4      |          |         |         | Les Abymes (Guadeloupe) Domare: Tristley Bassue (Saint Kitts och Nevis) | Les Abymes (Guadeloupe) Domare: Tristley Bassue (Saint Kitts och Nevis) |

| [ b ]       | 6 september 2018 | Guyana                         | 3 – 0           | Barbados             | Synthetic Track and Field Facility             |                                                |
| 19:00 UTC−4 | 19:00 UTC−4      | Trayon Bobb 46′ Neil Danns 78′ | (0 – 0) Rapport | 65′, 73′ Hallam Hope | Leonora Domare: William Anderson (Puerto Rico) | Leonora Domare: William Anderson (Puerto Rico) |
| 19:00 UTC−4 | 19:00 UTC−4      |                                |                 |                      | Leonora Domare: William Anderson (Puerto Rico) | Leonora Domare: William Anderson (Puerto Rico) |
| 19:00 UTC−4 | 19:00 UTC−4      |                                |                 |                      | Leonora Domare: William Anderson (Puerto Rico) | Leonora Domare: William Anderson (Puerto Rico) |

|             | 7 september 2018 | Anguilla | 0 – 5           | Franska Guyana                                                                                      | Raymond E. Guishard Technical Centre     |                                          |
| 16:00 UTC−4 | 16:00 UTC−4      |          | (0 – 3) Rapport | 15′ Jean-Eudes Lauristin 29′ Joffrey Torvic 38′ (str.) Alex Éric 55′ Thomas Issorat 83′ Warren Rino | The Valley Domare: Karl Tyrell (Jamaica) | The Valley Domare: Karl Tyrell (Jamaica) |
| 16:00 UTC−4 | 16:00 UTC−4      |          |                 | | The Valley Domare: Karl Tyrell (Jamaica) | The Valley Domare: Karl Tyrell (Jamaica) |
| 16:00 UTC−4 | 16:00 UTC−4      |          |                 | | The Valley Domare: Karl Tyrell (Jamaica) | The Valley Domare: Karl Tyrell (Jamaica) |

|             | 7 september 2018 | Antigua och Barbuda | 0 – 3           | Saint Lucia                                               | Sir Vivian Richards Stadium                  |                                              |
| 18:00 UTC−4 | 18:00 UTC−4      |                     | (0 – 0) Rapport | 50′ Pernal Williams 67′ Andrus Remy 90′ Jevick Macfarlane | North Sound Domare: Sherwin Johnson (Guyana) | North Sound Domare: Sherwin Johnson (Guyana) |
| 18:00 UTC−4 | 18:00 UTC−4      |                     |                 |                                                           | North Sound Domare: Sherwin Johnson (Guyana) | North Sound Domare: Sherwin Johnson (Guyana) |
| 18:00 UTC−4 | 18:00 UTC−4      |                     |                 |                                                           | North Sound Domare: Sherwin Johnson (Guyana) | North Sound Domare: Sherwin Johnson (Guyana) |

|             | 7 september 2018 | Belize                                                                | 4 – 0           | Bahamas                | Belmopan                   |                            |
| 18:00 UTC−6 | 18:00 UTC−6      | Deon McCaulay 40′ Jonathan Miller 44′ (sjm.) Krisean Lopez 80′, 90+5′ | (2 – 0) Rapport | Isidoro Beaton Stadium | Domare: Marcos Brea (Kuba) | Domare: Marcos Brea (Kuba) |
| 18:00 UTC−6 | 18:00 UTC−6      |                                                                       |                 |                        | Domare: Marcos Brea (Kuba) | Domare: Marcos Brea (Kuba) |
| 18:00 UTC−6 | 18:00 UTC−6      |                                                                       |                 |                        | Domare: Marcos Brea (Kuba) | Domare: Marcos Brea (Kuba) |

|             | 8 september 2018 | Saint Vincent och Grenadinerna | 0 – 2           | Nicaragua                       | Arnos Vale Stadium                      |                                         |
| 15:00 UTC−4 | 15:00 UTC−4      |                                | (0 – 2) Rapport | 27′ Henry Niño 39′ Juan Barrera | Arnos Vale Domare: Reon Radix (Grenada) | Arnos Vale Domare: Reon Radix (Grenada) |
| 15:00 UTC−4 | 15:00 UTC−4      |                                |                 |                                 | Arnos Vale Domare: Reon Radix (Grenada) | Arnos Vale Domare: Reon Radix (Grenada) |
| 15:00 UTC−4 | 15:00 UTC−4      |                                |                 |                                 | Arnos Vale Domare: Reon Radix (Grenada) | Arnos Vale Domare: Reon Radix (Grenada) |

|             | 8 september 2018 | Kuba | 11 – 00         | Turks- och Caicosöarna | Estadio Pedro Marrero                    |                                          |
| 16:30 UTC−4 | 16:30 UTC−4      | Luis Paradela 7′, 36′, 49′ Luismel Morris 32′, 83′ Andy Baquero 35′, 45′ Yordan Santa Cruz 52′, 54′ Roberney Caballero 65′, 77′ | (5 – 0) Rapport |                        | Havanna Domare: Kevin Morrison (Jamaica) | Havanna Domare: Kevin Morrison (Jamaica) |
| 16:30 UTC−4 | 16:30 UTC−4      | |                 |                        | Havanna Domare: Kevin Morrison (Jamaica) | Havanna Domare: Kevin Morrison (Jamaica) |
| 16:30 UTC−4 | 16:30 UTC−4      | |                 |                        | Havanna Domare: Kevin Morrison (Jamaica) | Havanna Domare: Kevin Morrison (Jamaica) |

|             | 8 september 2018 | Montserrat      | 1 – 2           | El Salvador            | Blakes Estate Stadium                  |                                        |
| 19:00 UTC−4 | 19:00 UTC−4      | Joey Taylor 38′ | (1 – 0) Rapport | 62′, 90+4′ Óscar Cerén | Lookout Domare: Sherwin Moore (Guyana) | Lookout Domare: Sherwin Moore (Guyana) |
| 19:00 UTC−4 | 19:00 UTC−4      |                 |                 |                        | Lookout Domare: Sherwin Moore (Guyana) | Lookout Domare: Sherwin Moore (Guyana) |
| 19:00 UTC−4 | 19:00 UTC−4      |                 |                 |                        | Lookout Domare: Sherwin Moore (Guyana) | Lookout Domare: Sherwin Moore (Guyana) |

|             | 9 september 2018 | Amerikanska Jungfruöarna | 0 – 8           | Kanada | IMG Academy                                                           |                                                                       |
| 16:00 UTC−4 | 16:00 UTC−4      |                          | (0 – 4) Rapport | 6′ Jonathan Osorio 9′, 45′ Lucas Cavallini 32′, 37′ Jonathan David 50′ Junior Hoilett 60′, 80′ Cyle Larin | Bradenton (USA) Domare: Moeth Gaymes (Saint Vincent och Grenadinerna) | Bradenton (USA) Domare: Moeth Gaymes (Saint Vincent och Grenadinerna) |
| 16:00 UTC−4 | 16:00 UTC−4      |                          |                 | | Bradenton (USA) Domare: Moeth Gaymes (Saint Vincent och Grenadinerna) | Bradenton (USA) Domare: Moeth Gaymes (Saint Vincent och Grenadinerna) |
| 16:00 UTC−4 | 16:00 UTC−4      |                          |                 | | Bradenton (USA) Domare: Moeth Gaymes (Saint Vincent och Grenadinerna) | Bradenton (USA) Domare: Moeth Gaymes (Saint Vincent och Grenadinerna) |

|             | 9 september 2018 | Bonaire | 0 – 5           | Dominikanska republiken                                                          | Ergilio Hato Stadium                                     |                                                          |
| 16:00 UTC−4 | 16:00 UTC−4      |         | (0 – 0) Rapport | 66′, 75′, 88′ Domingo Peralta 86′ Jean Carlos López Moscoso 90+1′ Carlos Heredia | Willemstad (Curaçao) Domare: Patrick Senecharles (Haiti) | Willemstad (Curaçao) Domare: Patrick Senecharles (Haiti) |
| 16:00 UTC−4 | 16:00 UTC−4      |         |                 |                                                                                  | Willemstad (Curaçao) Domare: Patrick Senecharles (Haiti) | Willemstad (Curaçao) Domare: Patrick Senecharles (Haiti) |
| 16:00 UTC−4 | 16:00 UTC−4      |         |                 |                                                                                  | Willemstad (Curaçao) Domare: Patrick Senecharles (Haiti) | Willemstad (Curaçao) Domare: Patrick Senecharles (Haiti) |

|             | 9 september 2018 | Aruba                                                               | 3 – 1           | Bermuda         | Ergilio Hato Stadium                                  |                                                       |
| 18:00 UTC−4 | 18:00 UTC−4      | Ronald Gómez 7′ Raymond Baten 11′ (str.) Erik Santos de Gouveia 50′ | (2 – 1) Rapport | 21′ Jonte Smith | Willemstad (Curaçao) Domare: Sergio Reyna (Guatemala) | Willemstad (Curaçao) Domare: Sergio Reyna (Guatemala) |
| 18:00 UTC−4 | 18:00 UTC−4      |                                                                     |                 |                 | Willemstad (Curaçao) Domare: Sergio Reyna (Guatemala) | Willemstad (Curaçao) Domare: Sergio Reyna (Guatemala) |
| 18:00 UTC−4 | 18:00 UTC−4      |                                                                     |                 |                 | Willemstad (Curaçao) Domare: Sergio Reyna (Guatemala) | Willemstad (Curaçao) Domare: Sergio Reyna (Guatemala) |

|             | 9 september 2018 | Saint Kitts och Nevis  | 1 – 0           | Puerto Rico | Warner Park                                   |                                               |
| 20:00 UTC−4 | 20:00 UTC−4      | Harry Panayiotou 90+1′ | (0 – 0) Rapport |             | Basseterre Domare: Johannes Dolaini (Surinam) | Basseterre Domare: Johannes Dolaini (Surinam) |
| 20:00 UTC−4 | 20:00 UTC−4      |                        |                 |             | Basseterre Domare: Johannes Dolaini (Surinam) | Basseterre Domare: Johannes Dolaini (Surinam) |
| 20:00 UTC−4 | 20:00 UTC−4      |                        |                 |             | Basseterre Domare: Johannes Dolaini (Surinam) | Basseterre Domare: Johannes Dolaini (Surinam) |

|             | 9 september 2018 | Jamaica                                     | 4 – 0           | Caymanöarna | Independence Park                                    |                                                      |
| 19:00 UTC−5 | 19:00 UTC−5      | Darren Mattocks 2′, 58′ Cory Burke 35′, 66′ | (2 – 0) Rapport |             | Kingston Domare: Bryan López Castellanos (Guatemala) | Kingston Domare: Bryan López Castellanos (Guatemala) |
| 19:00 UTC−5 | 19:00 UTC−5      |                                             |                 |             | Kingston Domare: Bryan López Castellanos (Guatemala) | Kingston Domare: Bryan López Castellanos (Guatemala) |
| 19:00 UTC−5 | 19:00 UTC−5      |                                             |                 |             | Kingston Domare: Bryan López Castellanos (Guatemala) | Kingston Domare: Bryan López Castellanos (Guatemala) |

|             | 10 september 2018 | Haiti | 13 – 00         | Sint Maarten | Stade Sylvio Cator                                 |                                                    |
| 18:30 UTC−4 | 18:30 UTC−4       | Frantzdy Pierrot 11′, 72′ Duckens Nazon 19′, 35′, 42′, 61′, 64′ Diaro Forsythe 26′ (sjm.) Charles Hérold Jr. 47′ Carlens Arcus 59′ Derrick Etienne 71′ Soni Mustivar 86′ Jeff Louis 88′ | (5 – 0) Rapport |              | Port-au-Prince Domare: Nitzar Sandoval (Nicaragua) | Port-au-Prince Domare: Nitzar Sandoval (Nicaragua) |
| 18:30 UTC−4 | 18:30 UTC−4       | |                 |              | Port-au-Prince Domare: Nitzar Sandoval (Nicaragua) | Port-au-Prince Domare: Nitzar Sandoval (Nicaragua) |
| 18:30 UTC−4 | 18:30 UTC−4       | |                 |              | Port-au-Prince Domare: Nitzar Sandoval (Nicaragua) | Port-au-Prince Domare: Nitzar Sandoval (Nicaragua) |

|             | 10 september 2018 | Curaçao | 10 – 00         | Grenada | Ergilio Hato Stadium                      |                                           |
| 20:00 UTC−4 | 20:00 UTC−4       | Elson Hooi 11′ Cuco Martina 19′ Brandley Kuwas 23′ Leandro Bacuna 53′, 68′ Rangelo Janga 59′, 84′, 88′ Gevaro Nepomuceno 63′ Ruensley Leuteria 90+1′ | (3 – 0) Rapport |         | Willemstad Domare: Hugo Cruz (Costa Rica) | Willemstad Domare: Hugo Cruz (Costa Rica) |
| 20:00 UTC−4 | 20:00 UTC−4       | |                 |         | Willemstad Domare: Hugo Cruz (Costa Rica) | Willemstad Domare: Hugo Cruz (Costa Rica) |
| 20:00 UTC−4 | 20:00 UTC−4       | |                 |         | Willemstad Domare: Hugo Cruz (Costa Rica) | Willemstad Domare: Hugo Cruz (Costa Rica) |

|             | 11 september 2018 | Saint-Martin | 0 – 3           | Guadeloupe                                               | Raymond E. Guishard Technical Centre                   |                                                        |
| 16:00 UTC−4 | 16:00 UTC−4       |              | (0 – 2) Rapport | 7′ Florian David 27′ Grégory Gendrey 65′ Yannick Passape | The Valley (Anguilla) Domare: Ricangel de Leça (Aruba) | The Valley (Anguilla) Domare: Ricangel de Leça (Aruba) |
| 16:00 UTC−4 | 16:00 UTC−4       |              |                 |                                                          | The Valley (Anguilla) Domare: Ricangel de Leça (Aruba) | The Valley (Anguilla) Domare: Ricangel de Leça (Aruba) |
| 16:00 UTC−4 | 16:00 UTC−4       |              |                 |                                                          | The Valley (Anguilla) Domare: Ricangel de Leça (Aruba) | The Valley (Anguilla) Domare: Ricangel de Leça (Aruba) |

|             | 16 oktober 2018 | Martinique                                          | 4 – 0           | Brittiska Jungfruöarna | Stade Pierre-Aliker                               |                                                   |
| 19:00 UTC−4 | 19:00 UTC−4     | Kévin Parsemain 65′, 90+1′ Mickaël Biron 83′, 90+2′ | (0 – 0) Rapport |                        | Fort-de-France Domare: Jorge Pérez Durán (Mexiko) | Fort-de-France Domare: Jorge Pérez Durán (Mexiko) |
| 19:00 UTC−4 | 19:00 UTC−4     |                                                     |                 |                        | Fort-de-France Domare: Jorge Pérez Durán (Mexiko) | Fort-de-France Domare: Jorge Pérez Durán (Mexiko) |
| 19:00 UTC−4 | 19:00 UTC−4     |                                                     |                 |                        | Fort-de-France Domare: Jorge Pérez Durán (Mexiko) | Fort-de-France Domare: Jorge Pérez Durán (Mexiko) |

### Matchdag 2
| Matchdag 2 (11–16 oktober 2018) | Matchdag 2 (11–16 oktober 2018) | Matchdag 2 (11–16 oktober 2018) |
| ------------------------------- | ------------------------------- | ------------------------------- |
| Lag 1                           | Resultat                        | Lag 2                           |
| Franska Guyana                  | 0–1                             | Saint Vincent och Grenadinerna  |
| Amerikanska Jungfruöarna        | 0–5                             | Curaçao                         |
| Bahamas                         | 0–6                             | Antigua och Barbuda             |
| Bermuda                         | 12–00                           | Sint Maarten                    |
| Dominikanska republiken         | 3–0                             | Caymanöarna                     |
| Grenada                         | 0–2                             | Kuba                            |
| Turks- och Caicosöarna          | 0–8                             | Guyana                          |
| Puerto Rico                     | 0–1                             | Martinique                      |
| Surinam                         | 5–0                             | Brittiska Jungfruöarna          |
| El Salvador                     | 3–0                             | Barbados                        |
| Saint-Martin                    | 00–10                           | Saint Kitts och Nevis           |
| Montserrat                      | 1–0                             | Belize                          |
| Bonaire                         | 0–6                             | Jamaica                         |
| Nicaragua                       | 6–0                             | Anguilla                        |
| Kanada                          | 5–0                             | Dominica                        |
| Guadeloupe                      | 0–0                             | Aruba                           |
| Saint Lucia                     | 1–2                             | Haiti                           |

|             | 11 oktober 2018 | Franska Guyana | 0 – 1           | Saint Vincent och Grenadinerna | Stade Municipal Dr. Edmard Lama              |                                              |
| 20:30 UTC−3 | 20:30 UTC−3     |                | (0 – 0) Rapport | 60′ (str.) Azinho Solomon      | Cayenne Domare: Ismael Cornejo (El Salvador) | Cayenne Domare: Ismael Cornejo (El Salvador) |
| 20:30 UTC−3 | 20:30 UTC−3     |                |                 |                                | Cayenne Domare: Ismael Cornejo (El Salvador) | Cayenne Domare: Ismael Cornejo (El Salvador) |
| 20:30 UTC−3 | 20:30 UTC−3     |                |                 |                                | Cayenne Domare: Ismael Cornejo (El Salvador) | Cayenne Domare: Ismael Cornejo (El Salvador) |

|             | 12 oktober 2018 | Amerikanska Jungfruöarna | 0 – 5           | Curaçao | IMG Academy                                       |                                                   |
| 16:00 UTC−4 | 16:00 UTC−4     |                          | (0 – 2) Rapport | 29′ Rangelo Janga 33′ Gevaro Nepomuceno 53′ (str.) Leandro Bacuna 55′ (sjm.) Kassall Greene 89′ Quenten Martinus | Bradenton (USA) Domare: Jamar Springer (Barbados) | Bradenton (USA) Domare: Jamar Springer (Barbados) |
| 16:00 UTC−4 | 16:00 UTC−4     |                          |                 | | Bradenton (USA) Domare: Jamar Springer (Barbados) | Bradenton (USA) Domare: Jamar Springer (Barbados) |
| 16:00 UTC−4 | 16:00 UTC−4     |                          |                 | | Bradenton (USA) Domare: Jamar Springer (Barbados) | Bradenton (USA) Domare: Jamar Springer (Barbados) |

|             | 12 oktober 2018 | Bahamas | 0 – 6           | Antigua och Barbuda                                                                      | Thomas Robinson Stadium               |                                       |
| 18:00 UTC−4 | 18:00 UTC−4     |         | (0 – 4) Rapport | 12′ (str.), 43′ (str.), 77′ Myles Weston 15′ Peter Byers 40′, 68′ Calaum Jahraldo-Martin | Nassau Domare: Raúl Castro (Honduras) | Nassau Domare: Raúl Castro (Honduras) |
| 18:00 UTC−4 | 18:00 UTC−4     |         |                 |                                                                                          | Nassau Domare: Raúl Castro (Honduras) | Nassau Domare: Raúl Castro (Honduras) |
| 18:00 UTC−4 | 18:00 UTC−4     |         |                 |                                                                                          | Nassau Domare: Raúl Castro (Honduras) | Nassau Domare: Raúl Castro (Honduras) |

|             | 12 oktober 2018 | Bermuda | 12 – 00         | Sint Maarten | Bermuda National Stadium                    |                                             |
| 19:30 UTC−3 | 19:30 UTC−3     | Reggie Lambe 10′ (str.), 17′, 84′ Lejuan Simmons 13′ Zeiko Lewis 28′, 40′, 88′ Tre Ming 37′ Osagi Bascome 43′ Liam Evans 52′ Tehvan Tyrell 62′ Dante Leverock 73′ | (7 – 0) Rapport |              | Hamilton Domare: Daneon Parchment (Jamaica) | Hamilton Domare: Daneon Parchment (Jamaica) |
| 19:30 UTC−3 | 19:30 UTC−3     | |                 |              | Hamilton Domare: Daneon Parchment (Jamaica) | Hamilton Domare: Daneon Parchment (Jamaica) |
| 19:30 UTC−3 | 19:30 UTC−3     | |                 |              | Hamilton Domare: Daneon Parchment (Jamaica) | Hamilton Domare: Daneon Parchment (Jamaica) |

|             | 12 oktober 2018 | Dominikanska republiken                           | 3 – 0           | Caymanöarna | Estadio Cibao FC                                           |                                                            |
| 20:00 UTC−4 | 20:00 UTC−4     | Tano Bonnín 21′ Edipo Rodríguez 25′ Enmy Peña 76′ | (2 – 0) Rapport |             | Santiago de los Caballeros Domare: Carl-Henry Elie (Haiti) | Santiago de los Caballeros Domare: Carl-Henry Elie (Haiti) |
| 20:00 UTC−4 | 20:00 UTC−4     |                                                   |                 |             | Santiago de los Caballeros Domare: Carl-Henry Elie (Haiti) | Santiago de los Caballeros Domare: Carl-Henry Elie (Haiti) |
| 20:00 UTC−4 | 20:00 UTC−4     |                                                   |                 |             | Santiago de los Caballeros Domare: Carl-Henry Elie (Haiti) | Santiago de los Caballeros Domare: Carl-Henry Elie (Haiti) |

|             | 12 oktober 2018 | Grenada | 0 – 2           | Kuba                                    | Kirani James Athletic Stadium                           |                                                         |
| 20:00 UTC−4 | 20:00 UTC−4     |         | (0 – 1) Rapport | 21′ Luis Paradela 65′ Yordan Santa Cruz | St. George's Domare: Juan Gabriel Calderón (Costa Rica) | St. George's Domare: Juan Gabriel Calderón (Costa Rica) |
| 20:00 UTC−4 | 20:00 UTC−4     |         |                 |                                         | St. George's Domare: Juan Gabriel Calderón (Costa Rica) | St. George's Domare: Juan Gabriel Calderón (Costa Rica) |
| 20:00 UTC−4 | 20:00 UTC−4     |         |                 |                                         | St. George's Domare: Juan Gabriel Calderón (Costa Rica) | St. George's Domare: Juan Gabriel Calderón (Costa Rica) |

|             | 13 oktober 2018 | Turks- och Caicosöarna | 0 – 8           | Guyana                                                                                              | TCIFA National Academy                         |                                                |
| 16:00 UTC−4 | 16:00 UTC−4     |                        | (0 – 5) Rapport | 7′, 37′, 45′ Sheldon Holder 20′, 69′, 81′ (str.) Emery Welshman 45+2′ Trayon Bobb 77′ Kadell Daniel | Providenciales Domare: Oliver Vergara (Panama) | Providenciales Domare: Oliver Vergara (Panama) |
| 16:00 UTC−4 | 16:00 UTC−4     |                        |                 | | Providenciales Domare: Oliver Vergara (Panama) | Providenciales Domare: Oliver Vergara (Panama) |
| 16:00 UTC−4 | 16:00 UTC−4     |                        |                 | | Providenciales Domare: Oliver Vergara (Panama) | Providenciales Domare: Oliver Vergara (Panama) |

|             | 13 oktober 2018 | Puerto Rico | 0 – 1   | Martinique          | Juan Ramón Loubriel Stadium                           |                                                       |
| 16:00 UTC−4 | 16:00 UTC−4     |             | Rapport | 47′ Kévin Parsemain | Bayamón Domare: Héctor Francisco Rodríguez (Honduras) | Bayamón Domare: Héctor Francisco Rodríguez (Honduras) |
| 16:00 UTC−4 | 16:00 UTC−4     |             |         |                     | Bayamón Domare: Héctor Francisco Rodríguez (Honduras) | Bayamón Domare: Héctor Francisco Rodríguez (Honduras) |
| 16:00 UTC−4 | 16:00 UTC−4     |             |         |                     | Bayamón Domare: Héctor Francisco Rodríguez (Honduras) | Bayamón Domare: Héctor Francisco Rodríguez (Honduras) |

|             | 13 oktober 2018 | Surinam                                                                        | 5 – 0           | Brittiska Jungfruöarna | André Kamperveen Stadion                               |                                                        |
| 19:30 UTC−3 | 19:30 UTC−3     | Stefano Rijssel 23′, 76′ Brian Elshot 43′ Donnegy Fer 66′ Ivenzo Comvalius 82′ | (2 – 0) Rapport |                        | Paramaribo Domare: Bryan López Castellanos (Guatemala) | Paramaribo Domare: Bryan López Castellanos (Guatemala) |
| 19:30 UTC−3 | 19:30 UTC−3     |                                                                                |                 |                        | Paramaribo Domare: Bryan López Castellanos (Guatemala) | Paramaribo Domare: Bryan López Castellanos (Guatemala) |
| 19:30 UTC−3 | 19:30 UTC−3     |                                                                                |                 |                        | Paramaribo Domare: Bryan López Castellanos (Guatemala) | Paramaribo Domare: Bryan López Castellanos (Guatemala) |

|             | 13 oktober 2018 | El Salvador                                               | 3 – 0           | Barbados | Estadio Cuscatlán                             |                                               |
| 20:00 UTC−6 | 20:00 UTC−6     | Nelson Bonilla 22′ Gilberto Baires 43′ Gerson Mayen 90+2′ | (2 – 0) Rapport |          | San Salvador Domare: Gladwyn Johnson (Guyana) | San Salvador Domare: Gladwyn Johnson (Guyana) |
| 20:00 UTC−6 | 20:00 UTC−6     |                                                           |                 |          | San Salvador Domare: Gladwyn Johnson (Guyana) | San Salvador Domare: Gladwyn Johnson (Guyana) |
| 20:00 UTC−6 | 20:00 UTC−6     |                                                           |                 |          | San Salvador Domare: Gladwyn Johnson (Guyana) | San Salvador Domare: Gladwyn Johnson (Guyana) |

|             | 14 oktober 2018 | Saint-Martin | 00 – 10 | Saint Kitts och Nevis | Raymond E. Guishard Technical Centre                         |                                                              |
| 16:00 UTC−4 | 16:00 UTC−4     |              | Rapport | 6′, 12′, 64′ Atiba Harris 16′ (sjm.) Brice Noubon 26′, 81′ Harry Panayiotou 30′, 90+1′ Theo Wharton 38′ Omari Sterling-James 77′ Kimaree Rogers | The Valley (Anguilla) Domare: William Anderson (Puerto Rico) | The Valley (Anguilla) Domare: William Anderson (Puerto Rico) |
| 16:00 UTC−4 | 16:00 UTC−4     |              |         | | The Valley (Anguilla) Domare: William Anderson (Puerto Rico) | The Valley (Anguilla) Domare: William Anderson (Puerto Rico) |
| 16:00 UTC−4 | 16:00 UTC−4     |              |         | | The Valley (Anguilla) Domare: William Anderson (Puerto Rico) | The Valley (Anguilla) Domare: William Anderson (Puerto Rico) |

|             | 14 oktober 2018 | Montserrat             | 1 – 0           | Belize | Blakes Estate Stadium                 |                                       |
| 18:00 UTC−4 | 18:00 UTC−4     | Spencer Weir-Daley 74′ | (0 – 0) Rapport |        | Lookout Domare: Edgar Rangel (Mexiko) | Lookout Domare: Edgar Rangel (Mexiko) |
| 18:00 UTC−4 | 18:00 UTC−4     |                        |                 |        | Lookout Domare: Edgar Rangel (Mexiko) | Lookout Domare: Edgar Rangel (Mexiko) |
| 18:00 UTC−4 | 18:00 UTC−4     |                        |                 |        | Lookout Domare: Edgar Rangel (Mexiko) | Lookout Domare: Edgar Rangel (Mexiko) |

|             | 14 oktober 2014 | Bonaire | 0 – 6           | Jamaica                                                                                       | Ergilio Hato Stadium                                |                                                     |
| 18:00 UTC−4 | 18:00 UTC−4     |         | (0 – 2) Rapport | 14′ Cory Burke 43′, 51′ Ricardo Morris 48′ Owayne Gordon 58′ Peter-Lee Vassell 81′ Dane Kelly | Willemstad (Curaçao) Domare: Sherwin Moore (Guyana) | Willemstad (Curaçao) Domare: Sherwin Moore (Guyana) |
| 18:00 UTC−4 | 18:00 UTC−4     |         |                 |                                                                                               | Willemstad (Curaçao) Domare: Sherwin Moore (Guyana) | Willemstad (Curaçao) Domare: Sherwin Moore (Guyana) |
| 18:00 UTC−4 | 18:00 UTC−4     |         |                 |                                                                                               | Willemstad (Curaçao) Domare: Sherwin Moore (Guyana) | Willemstad (Curaçao) Domare: Sherwin Moore (Guyana) |

|             | 14 oktober 2018 | Nicaragua                                                                | 6 – 0           | Anguilla | Estadio Eladio Rosabal Cordero                             |                                                            |
| 17:00 UTC−6 | 17:00 UTC−6     | Jaime Moreno Ciorciari 1′, 39′ Oscar López 4′ Juan Barrera 22′, 28′, 42′ | (6 – 0) Rapport |          | Heredia (Costa Rica) Domare: Germán Martínez (El Salvador) | Heredia (Costa Rica) Domare: Germán Martínez (El Salvador) |
| 17:00 UTC−6 | 17:00 UTC−6     |                                                                          |                 |          | Heredia (Costa Rica) Domare: Germán Martínez (El Salvador) | Heredia (Costa Rica) Domare: Germán Martínez (El Salvador) |
| 17:00 UTC−6 | 17:00 UTC−6     |                                                                          |                 |          | Heredia (Costa Rica) Domare: Germán Martínez (El Salvador) | Heredia (Costa Rica) Domare: Germán Martínez (El Salvador) |

|             | 16 oktober 2018 | Kanada                                                                                                   | 5 – 0           | Dominica | BMO Field                                                 |                                                           |
| 19:00 UTC−4 | 19:00 UTC−4     | Jonathan David 3′ Junior Hoilett 14′ Lucas Cavallini 18′ (str.) Malcolm Joseph 47′ (sjm.) Cyle Larin 82′ | (3 – 0) Rapport |          | Toronto Publik: 10 253 Domare: Oscar Macías Romo (Mexiko) | Toronto Publik: 10 253 Domare: Oscar Macías Romo (Mexiko) |
| 19:00 UTC−4 | 19:00 UTC−4     | |                 |          | Toronto Publik: 10 253 Domare: Oscar Macías Romo (Mexiko) | Toronto Publik: 10 253 Domare: Oscar Macías Romo (Mexiko) |
| 19:00 UTC−4 | 19:00 UTC−4     | |                 |          | Toronto Publik: 10 253 Domare: Oscar Macías Romo (Mexiko) | Toronto Publik: 10 253 Domare: Oscar Macías Romo (Mexiko) |

|             | 16 oktober 2018 | Guadeloupe | 0 – 0   | Aruba | Stade René Serge Nabajoth             |                                       |
| 20:00 UTC−4 | 20:00 UTC−4     |            | Rapport |       | Les Abymes Domare: Nima Saghafi (USA) | Les Abymes Domare: Nima Saghafi (USA) |
| 20:00 UTC−4 | 20:00 UTC−4     |            |         |       | Les Abymes Domare: Nima Saghafi (USA) | Les Abymes Domare: Nima Saghafi (USA) |
| 20:00 UTC−4 | 20:00 UTC−4     |            |         |       | Les Abymes Domare: Nima Saghafi (USA) | Les Abymes Domare: Nima Saghafi (USA) |

|             | 16 oktober 2018 | Saint Lucia         | 1 – 2           | Haiti                                    | Stade Pierre-Aliker                                                            |                                                                                |
| 21:15 UTC−4 | 21:15 UTC−4     | Pernal Williams 43′ | (1 – 2) Rapport | 13′ Soni Mustivar 33′ Charles Hérold Jr. | Fort-de-France (Martinique) Domare: Trevester Richards (Saint Kitts och Nevis) | Fort-de-France (Martinique) Domare: Trevester Richards (Saint Kitts och Nevis) |
| 21:15 UTC−4 | 21:15 UTC−4     |                     |                 |                                          | Fort-de-France (Martinique) Domare: Trevester Richards (Saint Kitts och Nevis) | Fort-de-France (Martinique) Domare: Trevester Richards (Saint Kitts och Nevis) |
| 21:15 UTC−4 | 21:15 UTC−4     |                     |                 |                                          | Fort-de-France (Martinique) Domare: Trevester Richards (Saint Kitts och Nevis) | Fort-de-France (Martinique) Domare: Trevester Richards (Saint Kitts och Nevis) |

### Matchdag 3
| Matchdag 3 (16–20 november 2018) | Matchdag 3 (16–20 november 2018) | Matchdag 3 (16–20 november 2018) |
| -------------------------------- | -------------------------------- | -------------------------------- |
| Lag 1                            | Resultat                         | Lag 2                            |
| Grenada                          | 5–2                              | Saint-Martin                     |
| Bermuda                          | 1–0                              | El Salvador                      |
| Aruba                            | 0–2                              | Montserrat                       |
| Belize                           | 1–0                              | Puerto Rico                      |
| Kuba                             | 1–0                              | Dominikanska republiken          |
| Jamaica                          | 2–1                              | Surinam                          |
| Nicaragua                        | 0–2                              | Haiti                            |
| Caymanöarna                      | 0–0                              | Saint Lucia                      |
| Turks- och Caicosöarna           | 3–2                              | Saint Vincent och Grenadinerna   |
| Bahamas                          | 1–1                              | Anguilla                         |
| Barbados                         | 3–0                              | Amerikanska Jungfruöarna         |
| Saint Kitts och Nevis            | 0–1                              | Kanada                           |
| Martinique                       | 4–2                              | Antigua och Barbuda              |
| Curaçao                          | 6–0                              | Guadeloupe                       |
| Sint Maarten                     | 0–2                              | Dominica                         |
| Franska Guyana                   | 2–1                              | Guyana                           |
| Brittiska Jungfruöarna           | 1–2                              | Bonaire                          |

|             | 16 november 2018 | Grenada                                                            | 5 – 2           | Saint-Martin                        | Kirani James Athletic Stadium                 |                                               |
| 18:00 UTC−4 | 18:00 UTC−4      | Jamal Charles 15′, 21′ Kennedy Hinkson 40′ A. J. Paterson 49′, 84′ | (3 – 1) Rapport | 45′ Ylaire Joachim 62′ Danilo Cocks | St. George's Domare: Ricangel de Leça (Aruba) | St. George's Domare: Ricangel de Leça (Aruba) |
| 18:00 UTC−4 | 18:00 UTC−4      |                                                                    |                 |                                     | St. George's Domare: Ricangel de Leça (Aruba) | St. George's Domare: Ricangel de Leça (Aruba) |
| 18:00 UTC−4 | 18:00 UTC−4      |                                                                    |                 |                                     | St. George's Domare: Ricangel de Leça (Aruba) | St. George's Domare: Ricangel de Leça (Aruba) |

|             | 16 november 2018 | Bermuda         | 1 – 0           | El Salvador | Bermuda National Stadium                        |                                                 |
| 20:00 UTC−4 | 20:00 UTC−4      | Nahki Wells 71′ | (0 – 0) Rapport |             | Hamilton Domare: William Anderson (Puerto Rico) | Hamilton Domare: William Anderson (Puerto Rico) |
| 20:00 UTC−4 | 20:00 UTC−4      |                 |                 |             | Hamilton Domare: William Anderson (Puerto Rico) | Hamilton Domare: William Anderson (Puerto Rico) |
| 20:00 UTC−4 | 20:00 UTC−4      |                 |                 |             | Hamilton Domare: William Anderson (Puerto Rico) | Hamilton Domare: William Anderson (Puerto Rico) |

|             | 16 november 2018 | Aruba | 0 – 2           | Montserrat                                       | Ergilio Hato Stadium                                    |                                                         |
| 21:00 UTC−4 | 21:00 UTC−4      |       | (0 – 1) Rapport | 36′ Spencer Weir-Daley 51′ Bradley Woods-Garness | Willemstad (Curaçao) Domare: Johannes Dolaini (Surinam) | Willemstad (Curaçao) Domare: Johannes Dolaini (Surinam) |
| 21:00 UTC−4 | 21:00 UTC−4      |       |                 |                                                  | Willemstad (Curaçao) Domare: Johannes Dolaini (Surinam) | Willemstad (Curaçao) Domare: Johannes Dolaini (Surinam) |
| 21:00 UTC−4 | 21:00 UTC−4      |       |                 |                                                  | Willemstad (Curaçao) Domare: Johannes Dolaini (Surinam) | Willemstad (Curaçao) Domare: Johannes Dolaini (Surinam) |

|             | 16 november 2018 | Belize                | 1 – 0           | Puerto Rico | Isidoro Beaton Stadium                       |                                              |
| 20:00 UTC−6 | 20:00 UTC−6      | Denmark Casey Jr. 31′ | (1 – 0) Rapport |             | Belmopan Domare: Nitzar Sandoval (Nicaragua) | Belmopan Domare: Nitzar Sandoval (Nicaragua) |
| 20:00 UTC−6 | 20:00 UTC−6      |                       |                 |             | Belmopan Domare: Nitzar Sandoval (Nicaragua) | Belmopan Domare: Nitzar Sandoval (Nicaragua) |
| 20:00 UTC−6 | 20:00 UTC−6      |                       |                 |             | Belmopan Domare: Nitzar Sandoval (Nicaragua) | Belmopan Domare: Nitzar Sandoval (Nicaragua) |

|          | 17 november 2018 | Kuba                  | 1 – 0           | Dominikanska republiken | Estadio Pedro Marrero                  |                                        |
| 15 UTC−5 | 15 UTC−5         | Yordan Santa Cruz 83′ | (0 – 0) Rapport |                         | Havanna Domare: Sherwin Moore (Guyana) | Havanna Domare: Sherwin Moore (Guyana) |
| 15 UTC−5 | 15 UTC−5         |                       |                 |                         | Havanna Domare: Sherwin Moore (Guyana) | Havanna Domare: Sherwin Moore (Guyana) |
| 15 UTC−5 | 15 UTC−5         |                       |                 |                         | Havanna Domare: Sherwin Moore (Guyana) | Havanna Domare: Sherwin Moore (Guyana) |

|             | 17 november 2018 | Jamaica                                  | 2 – 1           | Surinam         | Montego Bay Sports Complex                                  |                                                             |
| 19:00 UTC−5 | 19:00 UTC−5      | Cory Burke 7′ Darren Mattocks 16′ (str.) | (2 – 1) Rapport | 36′ Donnegy Fer | Montego Bay Domare: Tristley Bassue (Saint Kitts och Nevis) | Montego Bay Domare: Tristley Bassue (Saint Kitts och Nevis) |
| 19:00 UTC−5 | 19:00 UTC−5      |                                          |                 |                 | Montego Bay Domare: Tristley Bassue (Saint Kitts och Nevis) | Montego Bay Domare: Tristley Bassue (Saint Kitts och Nevis) |
| 19:00 UTC−5 | 19:00 UTC−5      |                                          |                 |                 | Montego Bay Domare: Tristley Bassue (Saint Kitts och Nevis) | Montego Bay Domare: Tristley Bassue (Saint Kitts och Nevis) |

|             | 17 november 2018 | Nicaragua | 0 – 2           | Haiti                                  | Estadio Nacional de Fútbol            |                                       |
| 19:00 UTC−6 | 19:00 UTC−6      |           | (0 – 2) Rapport | 12′ Mikaël Cantave 31′ Derrick Etienne | Managua Domare: Drew Fischer (Kanada) | Managua Domare: Drew Fischer (Kanada) |
| 19:00 UTC−6 | 19:00 UTC−6      |           |                 |                                        | Managua Domare: Drew Fischer (Kanada) | Managua Domare: Drew Fischer (Kanada) |
| 19:00 UTC−6 | 19:00 UTC−6      |           |                 |                                        | Managua Domare: Drew Fischer (Kanada) | Managua Domare: Drew Fischer (Kanada) |

|             | 17 november 2018 | Caymanöarna | 0 – 0   | Saint Lucia | Truman Bodden Sports Complex              |                                           |
| 20:00 UTC−5 | 20:00 UTC−5      |             | Rapport |             | George Town Domare: Yadel Martínez (Kuba) | George Town Domare: Yadel Martínez (Kuba) |
| 20:00 UTC−5 | 20:00 UTC−5      |             |         |             | George Town Domare: Yadel Martínez (Kuba) | George Town Domare: Yadel Martínez (Kuba) |
| 20:00 UTC−5 | 20:00 UTC−5      |             |         |             | George Town Domare: Yadel Martínez (Kuba) | George Town Domare: Yadel Martínez (Kuba) |

|             | 18 november 2018 | Turks- och Caicosöarna                   | 3 – 2           | Saint Vincent och Grenadinerna             | TCIFA National Academy                                          |                                                                 |
| 15:00 UTC−5 | 15:00 UTC−5      | Billy Forbes 7′, 43′ Jepthe Francois 89′ | (2 – 0) Rapport | 86′ Jahvin Sutherland 88′ Nazir McBurnette | Providenciales Domare: Charvis Delsol (Dominikanska republiken) | Providenciales Domare: Charvis Delsol (Dominikanska republiken) |
| 15:00 UTC−5 | 15:00 UTC−5      |                                          |                 |                                            | Providenciales Domare: Charvis Delsol (Dominikanska republiken) | Providenciales Domare: Charvis Delsol (Dominikanska republiken) |
| 15:00 UTC−5 | 15:00 UTC−5      |                                          |                 |                                            | Providenciales Domare: Charvis Delsol (Dominikanska republiken) | Providenciales Domare: Charvis Delsol (Dominikanska republiken) |

|             | 18 november 2018 | Bahamas         | 1 – 1           | Anguilla             | Thomas Robinson Stadium                      |                                              |
| 18:00 UTC−5 | 18:00 UTC−5      | Nesley Jean 62′ | (0 – 1) Rapport | 30′ Glenville Rogers | Nassau Domare: Germán Martínez (El Salvador) | Nassau Domare: Germán Martínez (El Salvador) |
| 18:00 UTC−5 | 18:00 UTC−5      |                 |                 |                      | Nassau Domare: Germán Martínez (El Salvador) | Nassau Domare: Germán Martínez (El Salvador) |
| 18:00 UTC−5 | 18:00 UTC−5      |                 |                 |                      | Nassau Domare: Germán Martínez (El Salvador) | Nassau Domare: Germán Martínez (El Salvador) |

|             | 18 november 2018 | Barbados                                               | 3 – 0           | Amerikanska Jungfruöarna | Wildey Astro Turf                       |                                         |
| 19:00 UTC−4 | 19:00 UTC−4      | Hadan Holligan 25′ Raheim Sargeant 80′ Mario Harte 89′ | (1 – 0) Rapport |                          | Wildey Domare: Sergio Reyna (Guatemala) | Wildey Domare: Sergio Reyna (Guatemala) |
| 19:00 UTC−4 | 19:00 UTC−4      |                                                        |                 |                          | Wildey Domare: Sergio Reyna (Guatemala) | Wildey Domare: Sergio Reyna (Guatemala) |
| 19:00 UTC−4 | 19:00 UTC−4      |                                                        |                 |                          | Wildey Domare: Sergio Reyna (Guatemala) | Wildey Domare: Sergio Reyna (Guatemala) |

|             | 18 november 2018 | Saint Kitts och Nevis | 0 – 1           | Kanada               | Warner Park                                 |                                             |
| 20:00 UTC−4 | 20:00 UTC−4      |                       | (0 – 1) Rapport | 44′ Atiba Hutchinson | Basseterre Domare: Kevin Morrison (Jamaica) | Basseterre Domare: Kevin Morrison (Jamaica) |
| 20:00 UTC−4 | 20:00 UTC−4      |                       |                 |                      | Basseterre Domare: Kevin Morrison (Jamaica) | Basseterre Domare: Kevin Morrison (Jamaica) |
| 20:00 UTC−4 | 20:00 UTC−4      |                       |                 |                      | Basseterre Domare: Kevin Morrison (Jamaica) | Basseterre Domare: Kevin Morrison (Jamaica) |

|             | 19 november 2018 | Martinique                                                                           | 4 – 2           | Antigua och Barbuda                     | Stade Pierre-Aliker                    |                                        |
| 20:00 UTC−4 | 20:00 UTC−4      | Stéphane Abaul 12′ Sébastien Crétinoir 23′ Christophe Jougon 25′ Kévin Parsemain 43′ | (4 – 1) Rapport | 17′ Myles Weston 90+1′ Quinton Griffith | Fort-de-France Domare: Ted Unkel (USA) | Fort-de-France Domare: Ted Unkel (USA) |
| 20:00 UTC−4 | 20:00 UTC−4      |                                                                                      |                 |                                         | Fort-de-France Domare: Ted Unkel (USA) | Fort-de-France Domare: Ted Unkel (USA) |
| 20:00 UTC−4 | 20:00 UTC−4      |                                                                                      |                 |                                         | Fort-de-France Domare: Ted Unkel (USA) | Fort-de-France Domare: Ted Unkel (USA) |

|             | 19 november 2018 | Curaçao                                                               | 6 – 0           | Guadeloupe | Ergilio Hato Stadium                           |                                                |
| 20:00 UTC−4 | 20:00 UTC−4      | Gevaro Nepomuceno 39′, 61′ Elson Hooi 58′, 79′ Rangelo Janga 77′, 90′ | (1 – 0) Rapport |            | Willemstad Domare: Jaime Herrera (El Salvador) | Willemstad Domare: Jaime Herrera (El Salvador) |
| 20:00 UTC−4 | 20:00 UTC−4      |                                                                       |                 |            | Willemstad Domare: Jaime Herrera (El Salvador) | Willemstad Domare: Jaime Herrera (El Salvador) |
| 20:00 UTC−4 | 20:00 UTC−4      |                                                                       |                 |            | Willemstad Domare: Jaime Herrera (El Salvador) | Willemstad Domare: Jaime Herrera (El Salvador) |

|             | 20 november 2018 | Sint Maarten | 0 – 2           | Dominica                            | Raymond E. Guishard Technical Centre                  |                                                       |
| 14:45 UTC−4 | 14:45 UTC−4      |              | (0 – 1) Rapport | 6′ Julian Wade 52′ Randolph Peltier | The Valley (Anguilla) Domare: Luis Santander (Mexiko) | The Valley (Anguilla) Domare: Luis Santander (Mexiko) |
| 14:45 UTC−4 | 14:45 UTC−4      |              |                 |                                     | The Valley (Anguilla) Domare: Luis Santander (Mexiko) | The Valley (Anguilla) Domare: Luis Santander (Mexiko) |
| 14:45 UTC−4 | 14:45 UTC−4      |              |                 |                                     | The Valley (Anguilla) Domare: Luis Santander (Mexiko) | The Valley (Anguilla) Domare: Luis Santander (Mexiko) |

|             | 20 november 2018 | Franska Guyana       | 2 – 1           | Guyana         | Stade Municipal Dr. Edmard Lama         |                                         |
| 19:30 UTC−3 | 19:30 UTC−3      | Jules Haabo 18′, 46′ | (1 – 0) Rapport | 59′ Neil Danns | Cayenne Domare: Carl-Henry Elie (Haiti) | Cayenne Domare: Carl-Henry Elie (Haiti) |
| 19:30 UTC−3 | 19:30 UTC−3      |                      |                 |                | Cayenne Domare: Carl-Henry Elie (Haiti) | Cayenne Domare: Carl-Henry Elie (Haiti) |
| 19:30 UTC−3 | 19:30 UTC−3      |                      |                 |                | Cayenne Domare: Carl-Henry Elie (Haiti) | Cayenne Domare: Carl-Henry Elie (Haiti) |

|             | 24 mars 2019 | Brittiska Jungfruöarna  | 1 – 2           | Bonaire                   | Raymond E. Guishard Technical Centre                   |                                                        |
| 15:00 UTC−4 | 15:00 UTC−4  | Jamie Wilson 76′ (str.) | (0 – 1) Rapport | 7′, 88′ Jermaine Windster | The Valley (Anguilla) Domare: Kevin Morrison (Jamaica) | The Valley (Anguilla) Domare: Kevin Morrison (Jamaica) |
| 15:00 UTC−4 | 15:00 UTC−4  |                         |                 |                           | The Valley (Anguilla) Domare: Kevin Morrison (Jamaica) | The Valley (Anguilla) Domare: Kevin Morrison (Jamaica) |
| 15:00 UTC−4 | 15:00 UTC−4  |                         |                 |                           | The Valley (Anguilla) Domare: Kevin Morrison (Jamaica) | The Valley (Anguilla) Domare: Kevin Morrison (Jamaica) |

### Matchdag 4
| Matchdag 4 (21–26 mars 2019)   | Matchdag 4 (21–26 mars 2019) | Matchdag 4 (21–26 mars 2019) |
| ------------------------------ | ---------------------------- | ---------------------------- |
| Lag 1                          | Resultat                     | Lag 2                        |
| Brittiska Jungfruöarna         | 2–2                          | Turks- och Caicosöarna       |
| Saint Vincent och Grenadinerna | 2–1                          | Bonaire                      |
| Anguilla                       | 0–3                          | Amerikanska Jungfruöarna     |
| Saint Lucia                    | 3–2                          | Aruba                        |
| Caymanöarna                    | 1–2                          | Montserrat                   |
| Dominica                       | 4–0                          | Bahamas                      |
| Sint Maarten                   | 4–3                          | Saint-Martin                 |
| Antigua och Barbuda            | 2–1                          | Curaçao                      |
| Surinam                        | 2–0                          | Saint Kitts och Nevis        |
| Guyana                         | 2–1                          | Belize                       |
| Guadeloupe                     | 0–1                          | Martinique                   |
| El Salvador                    | 2–0                          | Jamaica                      |
| Puerto Rico                    | 0–2                          | Grenada                      |
| Dominikanska republiken        | 1–3                          | Bermuda                      |
| Kanada                         | 4–1                          | Franska Guyana               |
| Haiti                          | 2–1                          | Kuba                         |
| Barbados                       | 0–1                          | Nicaragua                    |

|             | 21 mars 2019 | Brittiska Jungfruöarna              | 2 – 2           | Turks- och Caicosöarna           | Raymond E. Guishard Technical Centre                                        |                                                                             |
| 15:00 UTC−4 | 15:00 UTC−4  | Troy Caesar 64′ Jerry Wiltshire 83′ | (0 – 0) Rapport | 86′ Billy Forbes 87′ Fred Dorvil | The Valley (Anguilla) Domare: Moeth Gaymes (Saint Vincent och Grenadinerna) | The Valley (Anguilla) Domare: Moeth Gaymes (Saint Vincent och Grenadinerna) |
| 15:00 UTC−4 | 15:00 UTC−4  |                                     |                 |                                  | The Valley (Anguilla) Domare: Moeth Gaymes (Saint Vincent och Grenadinerna) | The Valley (Anguilla) Domare: Moeth Gaymes (Saint Vincent och Grenadinerna) |
| 15:00 UTC−4 | 15:00 UTC−4  |                                     |                 |                                  | The Valley (Anguilla) Domare: Moeth Gaymes (Saint Vincent och Grenadinerna) | The Valley (Anguilla) Domare: Moeth Gaymes (Saint Vincent och Grenadinerna) |

|             | 21 mars 2019 | Saint Vincent och Grenadinerna                     | 2 – 1           | Bonaire          | Arnos Vale Stadium                                |                                                   |
| 15:00 UTC−4 | 15:00 UTC−4  | Jermaine Windster 77′ (sjm.) Chavel Cunningham 79′ | (0 – 1) Rapport | 37′ Jurven Koffy | Arnos Vale Domare: José Raúl Torres (Puerto Rico) | Arnos Vale Domare: José Raúl Torres (Puerto Rico) |
| 15:00 UTC−4 | 15:00 UTC−4  |                                                    |                 |                  | Arnos Vale Domare: José Raúl Torres (Puerto Rico) | Arnos Vale Domare: José Raúl Torres (Puerto Rico) |
| 15:00 UTC−4 | 15:00 UTC−4  |                                                    |                 |                  | Arnos Vale Domare: José Raúl Torres (Puerto Rico) | Arnos Vale Domare: José Raúl Torres (Puerto Rico) |

|             | 22 mars 2019 | Anguilla | 0 – 3           | Amerikanska Jungfruöarna                         | Raymond E. Guishard Technical Centre                                |                                                                     |
| 15:00 UTC−4 | 15:00 UTC−4  |          | (0 – 2) Rapport | 15′ James Mack 26′ Bryce Pierre 86′ Aaron Dennis | The Valley Domare: Tristley Bassue (Saint Vincent och Grenadinerna) | The Valley Domare: Tristley Bassue (Saint Vincent och Grenadinerna) |
| 15:00 UTC−4 | 15:00 UTC−4  |          |                 |                                                  | The Valley Domare: Tristley Bassue (Saint Vincent och Grenadinerna) | The Valley Domare: Tristley Bassue (Saint Vincent och Grenadinerna) |
| 15:00 UTC−4 | 15:00 UTC−4  |          |                 |                                                  | The Valley Domare: Tristley Bassue (Saint Vincent och Grenadinerna) | The Valley Domare: Tristley Bassue (Saint Vincent och Grenadinerna) |

|             | 22 mars 2019 | Saint Lucia                                  | 3 – 2           | Aruba                                | Sir Vivian Richards Stadium                                        |                                                                    |
| 18:00 UTC−4 | 18:00 UTC−4  | Jevick Macfarlane 38′, 63′ Lester Joseph 66′ | (1 – 0) Rapport | 53′ Joshua John 90+3′ Walter Bennett | North Sound (Antigua och Barbuda) Domare: Sherwin Johnson (Guyana) | North Sound (Antigua och Barbuda) Domare: Sherwin Johnson (Guyana) |
| 18:00 UTC−4 | 18:00 UTC−4  |                                              |                 |                                      | North Sound (Antigua och Barbuda) Domare: Sherwin Johnson (Guyana) | North Sound (Antigua och Barbuda) Domare: Sherwin Johnson (Guyana) |
| 18:00 UTC−4 | 18:00 UTC−4  |                                              |                 |                                      | North Sound (Antigua och Barbuda) Domare: Sherwin Johnson (Guyana) | North Sound (Antigua och Barbuda) Domare: Sherwin Johnson (Guyana) |

|             | 22 mars 2019 | Caymanöarna     | 1 – 2           | Montserrat                                          | Truman Bodden Sports Complex                 |                                              |
| 17:30 UTC−5 | 17:30 UTC−5  | Mark Ebanks 49′ | (0 – 1) Rapport | 40′ (str.) Adrian Clifton 66′ Bradley Woods-Garness | George Town Domare: Sergio Reyna (Guatemala) | George Town Domare: Sergio Reyna (Guatemala) |
| 17:30 UTC−5 | 17:30 UTC−5  |                 |                 |                                                     | George Town Domare: Sergio Reyna (Guatemala) | George Town Domare: Sergio Reyna (Guatemala) |
| 17:30 UTC−5 | 17:30 UTC−5  |                 |                 |                                                     | George Town Domare: Sergio Reyna (Guatemala) | George Town Domare: Sergio Reyna (Guatemala) |

|             | 23 mars 2019 | Dominica                                                 | 4 – 0           | Bahamas | Windsor Park                          |                                       |
| 14:30 UTC−4 | 14:30 UTC−4  | Julian Wade 24′, 35′ Travist Joseph 30′ Briel Thomas 85′ | (3 – 0) Rapport |         | Roseau Domare: Raúl Castro (Honduras) | Roseau Domare: Raúl Castro (Honduras) |
| 14:30 UTC−4 | 14:30 UTC−4  |                                                          |                 |         | Roseau Domare: Raúl Castro (Honduras) | Roseau Domare: Raúl Castro (Honduras) |
| 14:30 UTC−4 | 14:30 UTC−4  |                                                          |                 |         | Roseau Domare: Raúl Castro (Honduras) | Roseau Domare: Raúl Castro (Honduras) |

|             | 23 mars 2019 | Sint Maarten                                                            | 4 – 3           | Saint-Martin                                                   | Raymond E. Guishard Technical Centre                    |                                                         |
| 15:00 UTC−4 | 15:00 UTC−4  | Danilo Cocks 10′ (sjm.) Gerwin Lake 23′, 59′ Remsley Boelijn 30′ (str.) | (3 – 1) Rapport | 11′ Akim Arrondell 52′ Danilo Cocks 80′ (str.) Wrubens Dupalus | The Valley (Anguilla) Domare: Charvis Delsol (Dominica) | The Valley (Anguilla) Domare: Charvis Delsol (Dominica) |
| 15:00 UTC−4 | 15:00 UTC−4  |                                                                         |                 |                                                                | The Valley (Anguilla) Domare: Charvis Delsol (Dominica) | The Valley (Anguilla) Domare: Charvis Delsol (Dominica) |
| 15:00 UTC−4 | 15:00 UTC−4  |                                                                         |                 |                                                                | The Valley (Anguilla) Domare: Charvis Delsol (Dominica) | The Valley (Anguilla) Domare: Charvis Delsol (Dominica) |

|             | 23 mars 2019 | Antigua och Barbuda                  | 2 – 1           | Curaçao               | Sir Vivian Richards Stadium                                |                                                            |
| 18:00 UTC−4 | 18:00 UTC−4  | Carl Osbourne 1′ Junior Benjamin 49′ | (1 – 1) Rapport | 37′ Gervane Kastaneer | North Sound Domare: Randy Solano (Dominikanska republiken) | North Sound Domare: Randy Solano (Dominikanska republiken) |
| 18:00 UTC−4 | 18:00 UTC−4  |                                      |                 |                       | North Sound Domare: Randy Solano (Dominikanska republiken) | North Sound Domare: Randy Solano (Dominikanska republiken) |
| 18:00 UTC−4 | 18:00 UTC−4  |                                      |                 |                       | North Sound Domare: Randy Solano (Dominikanska republiken) | North Sound Domare: Randy Solano (Dominikanska republiken) |

|             | 23 mars 2019 | Surinam                                  | 2 – 0           | Saint Kitts och Nevis | André Kamperveen Stadion                    |                                             |
| 19:30 UTC−3 | 19:30 UTC−3  | Stefano Rijssel 38′ Ivenzo Comvalius 71′ | (1 – 0) Rapport |                       | Paramaribo Domare: Erick Lezama (Nicaragua) | Paramaribo Domare: Erick Lezama (Nicaragua) |
| 19:30 UTC−3 | 19:30 UTC−3  |                                          |                 |                       | Paramaribo Domare: Erick Lezama (Nicaragua) | Paramaribo Domare: Erick Lezama (Nicaragua) |
| 19:30 UTC−3 | 19:30 UTC−3  |                                          |                 |                       | Paramaribo Domare: Erick Lezama (Nicaragua) | Paramaribo Domare: Erick Lezama (Nicaragua) |

|             | 23 mars 2019 | Guyana                                   | 2 – 1           | Belize           | Synthetic Track and Field Facility |         |
| 18:30 UTC−4 | 18:30 UTC−4  | Neil Danns 15′ (str.) Emery Welshman 43′ | (2 – 1) Rapport | 25′ Elroy Kuylen | Leonora                            | Leonora |
| 18:30 UTC−4 | 18:30 UTC−4  |                                          |                 |                  | Leonora                            | Leonora |
| 18:30 UTC−4 | 18:30 UTC−4  |                                          |                 |                  | Leonora                            | Leonora |

|             | 23 mars 2019 | Guadeloupe | 0 – 1           | Martinique         | Stade René Serge Nabajoth                       |                                                 |
| 20:00 UTC−4 | 20:00 UTC−4  |            | (0 – 0) Rapport | 63′ Wesley Jobello | Les Abymes Domare: Ismael Cornejo (El Salvador) | Les Abymes Domare: Ismael Cornejo (El Salvador) |
| 20:00 UTC−4 | 20:00 UTC−4  |            |                 |                    | Les Abymes Domare: Ismael Cornejo (El Salvador) | Les Abymes Domare: Ismael Cornejo (El Salvador) |
| 20:00 UTC−4 | 20:00 UTC−4  |            |                 |                    | Les Abymes Domare: Ismael Cornejo (El Salvador) | Les Abymes Domare: Ismael Cornejo (El Salvador) |

|             | 23 mars 2019 | El Salvador                               | 2 – 0           | Jamaica | Estadio Cuscatlán                               |                                                 |
| 20:00 UTC−6 | 20:00 UTC−6  | Nelson Bonilla 49′ Damion Lowe 85′ (sjm.) | (1 – 0) Rapport |         | San Salvador Domare: Juan Calderón (Costa Rica) | San Salvador Domare: Juan Calderón (Costa Rica) |
| 20:00 UTC−6 | 20:00 UTC−6  |                                           |                 |         | San Salvador Domare: Juan Calderón (Costa Rica) | San Salvador Domare: Juan Calderón (Costa Rica) |
| 20:00 UTC−6 | 20:00 UTC−6  |                                           |                 |         | San Salvador Domare: Juan Calderón (Costa Rica) | San Salvador Domare: Juan Calderón (Costa Rica) |

|             | 24 mars 2019 | Puerto Rico | 0 – 2           | Grenada                              | Juan Ramón Loubriel Stadium                                |                                                            |
| 16:00 UTC−4 | 16:00 UTC−4  |             | (0 – 1) Rapport | 27′ Antonio German 74′ A.J. Paterson | Bayamón Domare: Trevester Richards (Saint Kitts och Nevis) | Bayamón Domare: Trevester Richards (Saint Kitts och Nevis) |
| 16:00 UTC−4 | 16:00 UTC−4  |             |                 |                                      | Bayamón Domare: Trevester Richards (Saint Kitts och Nevis) | Bayamón Domare: Trevester Richards (Saint Kitts och Nevis) |
| 16:00 UTC−4 | 16:00 UTC−4  |             |                 |                                      | Bayamón Domare: Trevester Richards (Saint Kitts och Nevis) | Bayamón Domare: Trevester Richards (Saint Kitts och Nevis) |

|             | 24 mars 2019 | Dominikanska republiken | 1 – 3           | Bermuda                                           | Estadio Cibao                                                  |                                                                |
| 17:00 UTC−4 | 17:00 UTC−4  | Enmy Peña 3′            | (1 – 1) Rapport | 15′ Zeiko Lewis 64′ Nahki Wells 74′ Justin Donawa | Santiago de los Caballeros Domare: Patrick Senecharles (Haiti) | Santiago de los Caballeros Domare: Patrick Senecharles (Haiti) |
| 17:00 UTC−4 | 17:00 UTC−4  |                         |                 |                                                   | Santiago de los Caballeros Domare: Patrick Senecharles (Haiti) | Santiago de los Caballeros Domare: Patrick Senecharles (Haiti) |
| 17:00 UTC−4 | 17:00 UTC−4  |                         |                 |                                                   | Santiago de los Caballeros Domare: Patrick Senecharles (Haiti) | Santiago de los Caballeros Domare: Patrick Senecharles (Haiti) |

|             | 24 mars 2019 | Kanada                                                         | 4 – 1           | Franska Guyana   | BC Place                                 |                                          |
| 15:00 UTC−7 | 15:00 UTC−7  | Junior Hoilett 11′ Lucas Cavallini 39′, 50′ Jonathan David 41′ | (3 – 1) Rapport | 26′ Kévin Rimane | Vancouver Domare: Diego Montaño (Mexiko) | Vancouver Domare: Diego Montaño (Mexiko) |
| 15:00 UTC−7 | 15:00 UTC−7  |                                                                |                 |                  | Vancouver Domare: Diego Montaño (Mexiko) | Vancouver Domare: Diego Montaño (Mexiko) |
| 15:00 UTC−7 | 15:00 UTC−7  |                                                                |                 |                  | Vancouver Domare: Diego Montaño (Mexiko) | Vancouver Domare: Diego Montaño (Mexiko) |

|             | 24 mars 2019 | Haiti                                | 2 – 1           | Kuba              | Stade Sylvio Cator                                          |                                                             |
| 18:30 UTC−4 | 18:30 UTC−4  | Duckens Nazon 26′ Kevin Lafrance 87′ | (1 – 0) Rapport | 61′ Luis Paradela | Port-au-Prince Domare: Walter López Castellanos (Guatemala) | Port-au-Prince Domare: Walter López Castellanos (Guatemala) |
| 18:30 UTC−4 | 18:30 UTC−4  |                                      |                 |                   | Port-au-Prince Domare: Walter López Castellanos (Guatemala) | Port-au-Prince Domare: Walter López Castellanos (Guatemala) |
| 18:30 UTC−4 | 18:30 UTC−4  |                                      |                 |                   | Port-au-Prince Domare: Walter López Castellanos (Guatemala) | Port-au-Prince Domare: Walter López Castellanos (Guatemala) |

|             | 24 mars 2019 | Barbados | 0 – 1           | Nicaragua        | Wildey Astro Turf                   |                                     |
| 20:00 UTC−4 | 20:00 UTC−4  |          | (0 – 0) Rapport | 65′ Juan Barrera | Wildey Domare: Reon Radix (Grenada) | Wildey Domare: Reon Radix (Grenada) |
| 20:00 UTC−4 | 20:00 UTC−4  |          |                 |                  | Wildey Domare: Reon Radix (Grenada) | Wildey Domare: Reon Radix (Grenada) |
| 20:00 UTC−4 | 20:00 UTC−4  |          |                 |                  | Wildey Domare: Reon Radix (Grenada) | Wildey Domare: Reon Radix (Grenada) |

## Anmärkningslista
1. 1 2  Domincia spelar sina hemmamatcher på Guadeloupe.
2. ↑  Concacaf tilldelade Guyana segern med 3-0, då Barbados använde två spelare (Hallam Hope och Krystian Pearce) som inte var berättigade att spela för Barbados, då Barbados fotbollsförbund inte hade slutfört begäran om att ändra landslag för spelarna, de båda spelarna hade tidigare spelat för Englands ungdomslandslag.[3]
3. 1 2  Amerikanska Jungfruöarna spelade sina hemmamatcher i USA.
4. 1 2  Bonaire spelade sina hemmamatcher i Curaçao.
5. 1 2  Aruba spelar sina hemmamatcher i Curaçao.
6. 1 2  Saint Martin spelade sina hemmamatcher i Anguilla.
7. ↑  Matchen mellan Martinique och Brittiska Jungfruöarna var ursprungligen planerad att spelas den 11 september 2018 20:00 UTC−4 men fick skjutas upp på grund av en orkan på Martinique.
8. ↑  Matchen mellan Puerto Rico och Martinique var planerad att spelas den 15 oktober 16:00 UTC−4 men tidigare lades på grund av att matchen mellan Martinique och Brittiska Jungfruöarna fick skjutas upp.
9. 1 2  Matchen mellan Saint Lucia och Haiti var ursprungligen planerad att spelas den 13 oktober 2018 20:00 UTC−4 men sköts upp och flyttades från Darren Sammy Cricket Ground, Gros Islet till Stade Pierre-Aliker, Fort-de-France.
10. 1 2  Sint Maarten spelar sina hemmamatcher i Anguilla.
11. ↑  Matchen mellan Brittiska Jungfruöarna och Bonaire var planerad att spelas den 16 november 2018 14:45 UTC−4 men fick skjutas upp på grund av inställda flyg.[4]
12. 1 2  Brittiska Jungfruöarna spelar sina hemmamatcher i Anguilla.
13. ↑  Matchen mellan Brittiska Jungfruöarna och Turks- och Caicosöarna skulle ha spelats 16:00 UTC−4 men tidigarelades en timme.
14. ↑  Matchen mellan Saint Vincent och Grenadinerna mot Bonaire var planerad att spelas den 22 mars 2019 15:00 UTC−4 men tidigarelades på grund av schemaomläggningen av Boniares match mot Brittiska Jungfruöarna.
15. ↑  Matchen mellan Anguilla och Amerikanska Jungfruöarna var planerad att spelas 18:00 UTC−4 tidigarelades.
16. 1 2  Matchen mellan Saint Lucia och Aruba var ursprungligen planerad att spelad den 25 mars 2019 18:00 UTC−4 men tidigarelades och flyttades från
Darren Sammy Cricket Ground, Gros Islet till Sir Vivian Richards Stadium North Sound.
17. 1 2  Matchen mellan Dominica och Bahamas var ursprungligen planerad att spelas 26 mars 2019 18:00 UTC−4 men tidigarelades och flyttades från
Stade René Serge Nabajoth, Les Abymes (Guadeloupe)[a] till Windsor Park, Roseau.
18. ↑  Matchen mellan Sint Maarten och Saint Marten var ursprungligen planerad att spelas den 25 mars 20:00 UTC−4 men tidigarelades.
19. ↑  Matchen mellan Antigua och Barbuda och Curaçao var ursprungligen planerad att spelas den 25 mars 2019 18:00 UTC−4 men tidigarelades.
20. ↑  Matchen mellan Guyana och Belize var ursprungligen planerad att spelas 18:00 UTC−4 men senarelades med en halvtimme.
21. ↑  Matchen var ursprungligen planerad att spelas på Estadio Panamericano, San Cristóbal.
22. ↑  Matchen mellan Kanada och Franska Guyana var planerad att spelas den 26 mars 2019 19:00 UTC−4 men tidigarelades.